# 林秀峰
林秀峰，前佳藝電視大股東及創辦人之一。香港恆生銀行創辦人林炳炎之子。其誼父為恆生銀行另一創辦人何善衡。林炳炎當年在恆生銀行創辦的時候，是恆生銀行的最大股東，去世之後留下豐厚的遺產給四子一女（當中包括林秀峰），林秀峰經過一連串的不善經營，結果把父親給他留下的那份遺產全部敗光。

## 生平
畢業於倫敦大學，獲工程師學士學位，自稱曾經有份參與北京地鐵興建工程項目。

### 佳藝電視事件
1976年與弟弟林秀榮入股注資佳藝電視，林秀峰出任佳視總經理。當上佳視老闆後，林秀峰以掛上 HK1車牌的勞斯萊斯名車及遊艇追求港姐繆騫人，這段緋聞令二人經常登上報刊頭版。1978年，包括林氏兄弟在內的董事局集體請辭，同年8月22日，佳藝電視突然發表聲明，宣佈因財政陷入困境而停止運作。

### 百寧順事件
為前香港上市公司百寧順（實力建業 前身）（Bylamson）的主席，1980年以超高價向佳寧購入金門大廈，之後因為銀行融資有問題，而未完成交易，但未完成交易的事未向公眾披露。佳寧集團於1983年倒閉後，與佳寧甚多生意來往的百寧順亦於1984年清盤，負債高達二億六千多萬。

### 其昌保險事件
林秀峰於1982年7月在陳松青介紹下，以九千四百多萬元，買入一千三百萬股佳寧旗下的其昌保險股票。後來佳寧因資金周轉不靈被銀行提出清盤，轄下的其昌保險最終破產收場，林秀峰賠上整副身家。

### 佳寧案
1986年2月24日，佳寧案在香港高等法院開審，由按察司柏嘉主審，林秀峰（48歲，前百寧順董事）、林秀榮（40歲，商人）等六人被控串謀行騙罪，指他們於1981年1月1日至1982年7月31日期間，串謀訛騙佳寧股票持有人及債權人等，提供虛假及誤導性的公司財政資料，隱瞞佳寧集團利潤、資產及財政狀況。1987年9月15日，按察司柏嘉突以技術性理由指證據不足及控罪重複為理由，裁定六名被告毋須答辯，當庭獲釋，引起輿論嘩然。

### 大昌行事件
1990年8月與鄭裕彤、中華製漆主席徐展堂聯合合組備怡公司，收購誼父何善衡和梁銶琚創立的大昌行。大昌行當年是多款名牌汽車的香港總代理（其中包括日產、本田等品牌）以及多個不同領域的進出口貿易業務，利潤豐厚，但林秀峰等人收購大昌行的真正意圖是想把大昌行不同板塊的業務分拆出售圖利，而不是好好經營。何善衡結果把大昌行售予由李嘉誠牽頭，中信泰富為首的財團。

### 偽造銀行保證書
2000年5月至6日，林秀峰涉嫌串同商人賀瑞誠，向位於中環的德意志銀行及里昂銀行行使 6 億美元（約48億港元）的偽造銀行保證書，意圖取得 2 億美元融資，投資興建港珠澳大橋及賭場等項目。2002年11月22日，林秀峰在區域法院被裁定兩項行使虛假文書副本罪成，之後被判入獄20個月（案件編號：DCCC1043/01）。

### 被頒令破產
林秀峰因拖欠恒輝財務貸款連利息約六百萬，遭入稟申請破產，2014年11月24日，法庭正式頒令林秀峰破產。

### 駕名車不小心駕駛
2014年12月27日，即林秀峰被法庭頒令破產後翌月，林駕駛價值逾170萬的黑色瑪莎拉蒂（Maserati）名車經過荃灣大涌道迴旋處時突然切線，車頭與鄰線私家車車身相撞，2015年9月21日，林秀峰於荃灣法院承認不小心駕駛罪，被判罰款800元。涉案名車屬於新國有限公司，該公司董事及股東為林秀峰及其女兒林詩珮。

## 家庭
- 林秀峰之父林炳炎，是恆生銀行創辦人之一。
- 長兄林秀樑，畢業於美國麻省理工學院，獲美國化學博士，回港後進恆生，負責外匯業務，短短幾年便升為副總經理，並進入董事局，1976年5月因病去世。女兒黃林詩韻，孫女黃天晴。[7]
  - 林秀樑的妻子林李翹如為大學資助委員會主席，復旦大學校董。
- 三弟林秀榮，與林秀峰兩人於1976年曾入股佳藝電視。兩人亦同於佳寧案中被控串謀行騙罪。
- 四弟林秀棠，任職於大昌貿易行。兒子林詩棋，兒媳馮詠儀。[8]
- 姊姊林麗冰，持香港大學取得理學學士學位，之後在美國三一神學院取得文學碩士。2006年獲嶺南大學頒授榮譽文學博士學位。丈夫任廣。[9]
- 林秀峰妻子譚莉兒。[10]
  - 女兒林詩珮，是新國有限公司股東。

## 外部參考
- 文匯報 - 林秀峰事件（页面存档备份，存于）
- 星島日報 - 林秀峰判囚20月，辯方大律師夏偉志稱將會上訴[]
- 太陽報 - 林秀峰與（页面存档备份，存于）陳松青
- 中國網 - 恆生銀行創辦人之子林秀峰（页面存档备份，存于）
- http://the-sun.on.cc/channels/fina/20070605/20070605011419_0000.html （页面存档备份，存于）
- 百寧順的歷史事跡[永久]